# Ana Salnikowa
Ana Salnikowa, gruz. ანა სალნიკოვა (ur. 11 stycznia 1987 w Tbilisi) – gruzińska pływaczka, specjalizująca się w stylu klasycznym.
Wystartowała na igrzyskach olimpijskich w Pekinie (2008) na 100 metrów stylem klasycznym, gdzie zajęła 48. miejsce.